# Festivalul Internațional de Film de Animație Animest
Festivalul Internațional de Film de Animație Animest este singurul festival din România dedicat în exclusivitate filmului de animație. În cadrul festivalului, se organizează proiecții de film în diverse orașe ale țării, se curatoriază selecții de film la festivaluri internaționale, având drept scop dezvoltarea și promovarea creației animate românești.

## Istoric
Festivalul Internațional de Film de Animație Animest a fost fondat în 2006 de Mihai Mitrică și Laurențiu Brătan. Este organizat de Asociația Animest și cofinanțat de Creative Europe MEDIA Programme, Centrul Național al Cinematografiei și Institutul Cultural Român. Asociația Animest a fost înființată în 2014, având ca obiect de activitate organizarea de festivaluri de film și evenimente culturale. Scopul asociației este de a promova filmul de animație, în general, și filmele animate românești, în particular, în România și în străinătate, de a susține educația cinematografică și de a facilita mobilitatea culturală. Directorul artistic și selecționerul festivalului este Mihai Mitrică.
Se organizează anual în luna octombrie, în București. Participanții concurează la șase categorii de filme și scurtmetraje: film, scurtmetraj, Anidoc (documentar), film realizat de studenți, video muzical, scurtrmetraj românesc, Minimest (film pentru copii) și film VR. Trofeul Animest se acordă anual filmului câștigător la secțiunea scurtmetraj și este decernat în urma voturilor acordate de un juriu profesionist internațional.
Este singurul festival de film de animație din România care propune filme pentru Premiile Oscar începând cu anul 2017.De asemenea, este partener cu EMILE Awards (Premiile Europene pentru Animație) și membru al Animation Festival Network. Câștigătorul Trofeului Animest se califică automat pentru Premiul Oscar pentru cel mai bun scurtmetraj de animație, fără a mai urma procedura standard de selecție, cu condiția ca filmul să îndeplinească toate criteriile stabilite de Academia Americană a Artelor și Științelor Filmului.
Pe lângă ediția principală din București, Festivalul Animest a avut ediții în mai multe orașe din România, iar în Chișinău se organizează anual începând din 2011.

## Proiecte
- Ochi și urechi - filme educative pentru copiii cu deficiențe de auz[19]
- Pitch, please! - concurs de proiecte de scurtmetraje de animație ce se adresează autorilor români și moldoveni
- Sisterhood of Young Animation Auteurs - un program internațional ce are drept scop asigurarea echilibrului în reprezentarea de gen în cadrul industriei de filme de animație și încurajarea creației femeilor în domeniu. Este realizat în colaborare cu artiști din Republica Cehă, Croația, Slovenia, Slovacia, Bulgaria, Ucraina, România și Republica Moldova.
- Incubatorul de animație - comunitate de animație și artă digitală pentru adolescenți din România și Republica Moldova
- Academia Minimest - filme de animație și ateliere educative pentru elevi[20]
- Cartoon Cocktail - cineclub organizat atât pentru profesioniștii din animație, cât și pentru amatori
- Go Critic! - atelier de lucru
- Animest Hot Points - proiect de picturi murale în București
- 100 de ani de animație românească - expoziție pentru a celebra 100 de ani de la premiera pe marele ecran a primului film românesc de animație[21]
- Animated Women - dedicat creației feminine din industria filmelor animate
- Toons & Tunes - scurtmetraje de filme de animație
- Animest Family Goodies - proiect recreativ-educațional dedicat preșcolarilor și elevilor
- Toon Scripts - un concurs dedicat scenariilor de seriale TV de animație

## Filme câștigătoare ale Trofeului Animest
- 2008 - El empleo / The Employment, regia Santiago „Bou” Grasso, Patricio Plaza (Argentina)
- 2009 - The Phantom of The Cinema / Fantoma de la cinema, regia Eric van Schaaik (Olanda)
- 2010 - Bing Bang Big Boom, regia Blu (Italia)
- 2011 - Body Memory / Memoria Trupului, regia Ülo Pikkov, (Estonia)
- 2012 - Oh Willy…, regia Emma De Swaef și Marc James Roels (Belgia)
- 2013 - Boles, regia Špela Čadež (co-producție Slovenia-Germania)
- 2014 - Poils / Hair / Păr, regia Delphine Hermans (Belgia)
- 2015 - Yul and the Snake, regia Gabriel Harel (Franța)
- 2016 - Before Love, regia Igor Kovaliov (Rusia)
- 2017 - Dead Horses / Cai morți, regia Marc Riba și Anna Solanas (Spania)
- 2018 - This Magnificent Cake!, regia Marc James Roels și Emma de Swaef (Belgia)
- 2019 - Acid Rain, regia lui Tomek Popakul (Polonia)
- 2020 - And Then the Bear, regia Agnès Patron
- 2022 - Ice Merchants, regia João Gonzalez (Portugalia)
- 2023 - A Crab in the Pool, regia Alexandra Myotte, Jean-Sébastien Hamel (Canada)